# Kalokagathia

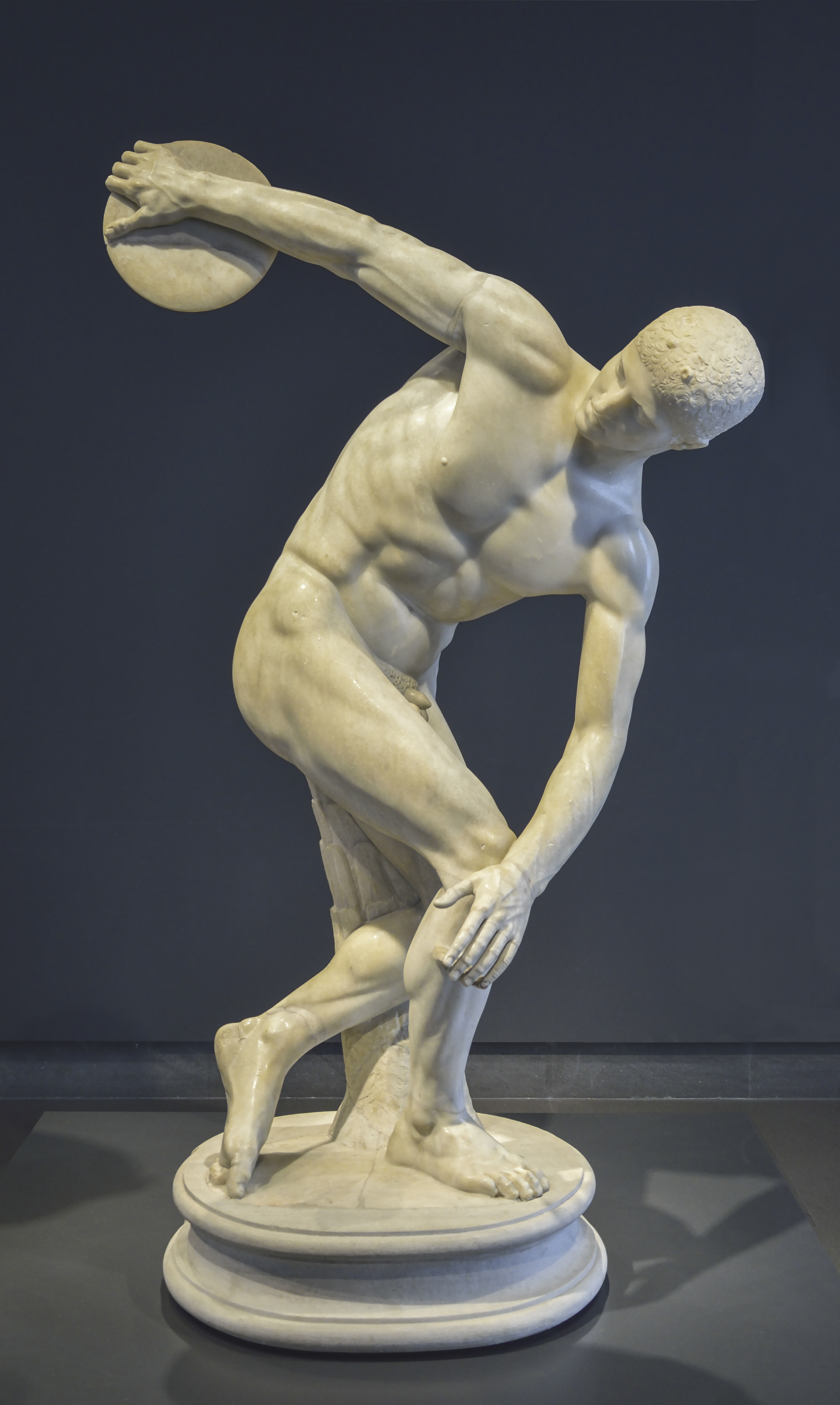
Discobolus in National Roman Museum Palazzo Massimo alle Terme

Kalokagathia (καλοκαγαθία) é um conceito grego derivado da expressão kalos kai agathos (καλός και αγαθός), que significa literalmente belo e bom, ou belo e virtuoso.
Era como a antiga aristocracia ateniense se referia a si própria. O adjetivo kalos compreendia os conceitos de bondade, nobreza e beleza, e podia ser usado na descrição de seres animados ou inanimados. Agathos era usado sem conotações físicas ou estéticas, mas descrevia a ética ou a bravura de uma pessoa. Em torno do século IV a.C. adquiriu um significado político e implicava o dever da cidadania. Há, todavia, a interpretação de que Agathos poderia ser traduzido como o estado de "sentir-se bem" (e não como o bem ou o bom).
Platão imaginava kalokagathia como a soma de todas as virtudes, e em seu sentido original estava associada a privilégios de classe aristocráticos, mas Aristóteles a definia como uma alta capacidade intelectual, embora dizendo ser necessário que essa mente cultivada fosse subsidiada por uma posse cabal da aretê, virtude que não se referia apenas à ética mas à excelência em todos os sentidos — também no corporal — e à capacidade de viver de acordo com as máximas potencialidades da pessoa. Seja como for, com sua origem aristocrática, foi um conceito que permaneceu válido durante toda a república, e fundamentou toda a cultura grega antiga. O belo e o bom são conceitos recorrentes nos diálogos platônicos e fundamentais para a sua Teoria das Formas, cujo ápice, segundo Platão em A República 6:505a e 7:517b-c, é a Ideia do Bem.